# Tvil

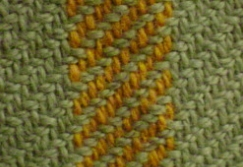
Tvil ve čtyřvazném kepru (cca 10 x zvětšeno)

Tvil (z angl.: twill=kepr) je souhrnné označení pro tkaniny vyrobené ve čtyřvazném nebo šestivazném kepru.
V textilním obchodě se však výraz tvil stále častěji používá pro tkaniny s v keprovou vazbou všech druhů.
Podle materiálového složení se často rozeznává
- Hedvábný tvil – původně z organzínu v osnově a tramy v útku, později z umělovlákenných filamentů[1]

Použití: šaty, vázanky
- Bavlněný tvil – označení pro širokou paletu tkanin s použitím od podšívkoviny (z jemných přízí s lesklou úpravou) až po výrobky na způsob tvídu, gabardénu nebo denimu.[3]
- Vlněný tvil - tkanina ve čtyřvazném nebo šestivazném kepru.[4] Vyrábí se z česané vlny nebo směsí vlny s polyesterem, také zplstěná. Některým výrobkům z jemných přízí se říká croisé.[5]

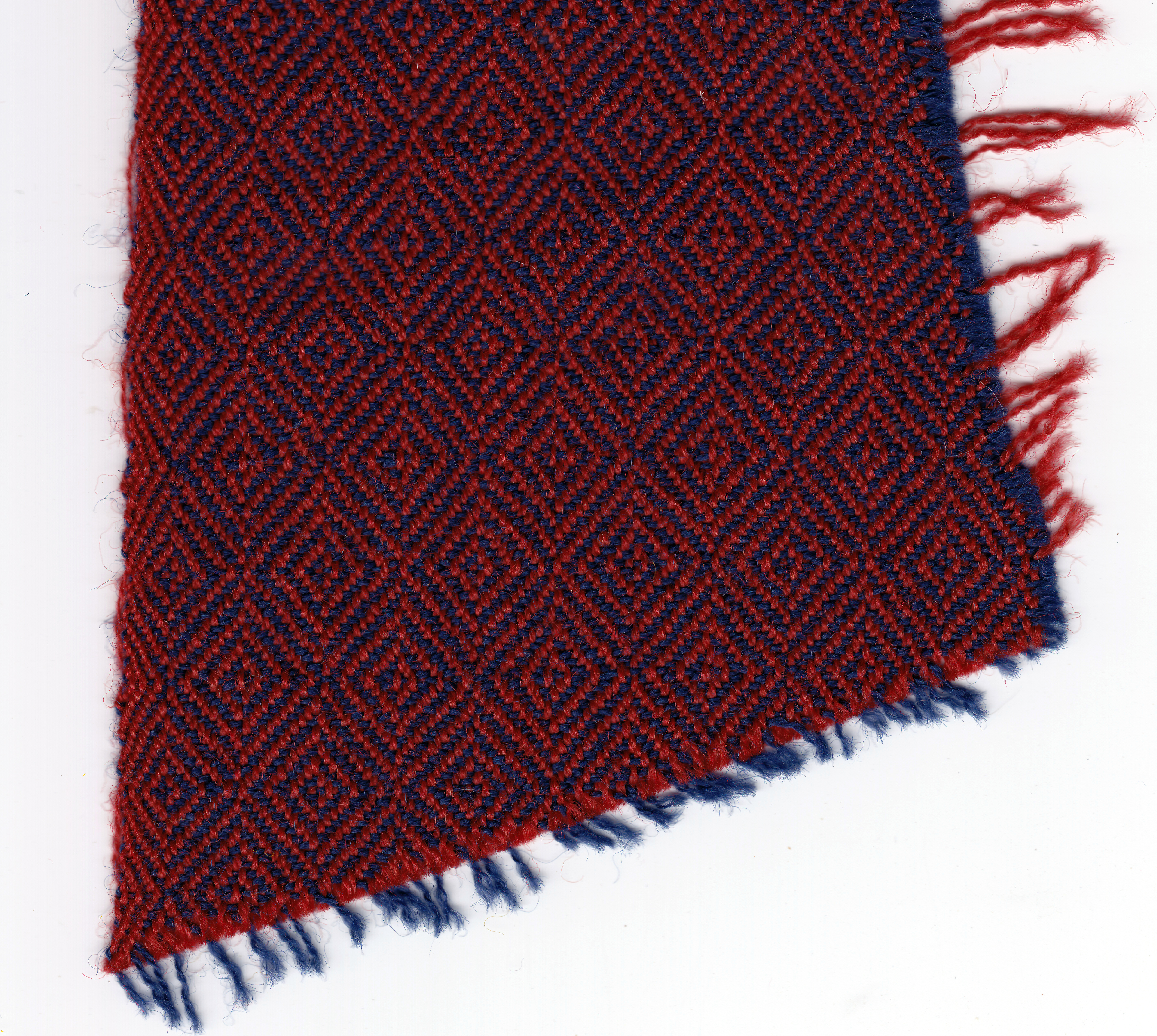
Vlněný tvil tkaný v křížovém kepru

Použití: obleky a kostýmy